# András Sütő

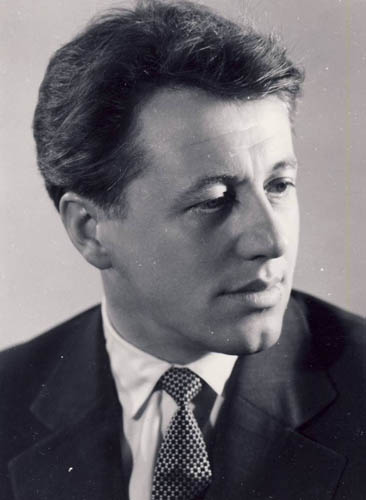
András Sütő.

András Sütő, född 1927, död 2006, är en ungersk-rumänsk författare, en ledande representant för den ungerska minoritetens litteratur i Rumänien.
Sütős mest kända verk är den delvis självbiografiska romanen Anyám könnyű álmot ígér ("Mor lovade mig en lätt sömn", 1970) och det dramatiska verket om kampen mellan Jean Calvin och Miguel Serveto som brändes som kättare i Genève 1553, Egy lócsiszár virágvasárnapja ("Stjärnan på bålet", 1975). Sütő har tilldelats flera priser.